# Сульфид урана
Сульфид урана — бинарное неорганическое соединение
урана и серы
с формулой US,
кристаллы.

## Получение
- Нагревание стехиометрической смеси чистых веществ:

{\displaystyle {\mathsf {U+S\ {\xrightarrow {2462^{o}C}}\ US}}}

## Физические свойства
Сульфид урана образует кристаллы 
кубической сингонии, пространственная группа F m3m, параметры ячейки a = 0,5484 нм, Z = 4,
структура типа хлорида натрия NaCl
.
Соединение конгруэнтно плавится при температуре 2462°С (2480°С ).